# 有限階作用素
数学の一分野である函数解析学における有限階作用素（ゆうげんかいさようそ、英: finite-rank operator）とは、値域が有限次元であるようなバナッハ空間の間の有界線型作用素のことをいう。

## ヒルベルト空間上の有限階作用素

### 標準形
有限階作用素は、無限次元の状況で扱われる（有限サイズの）行列である。したがってそれらの作用素は線型代数学の手法によって表現できる。
線型代数学における結果より次が分かる： 複素数成分の長方形行列 M ∈ Cn×m が階数 1 であるための必要十分条件は、M が {\displaystyle M=\alpha \cdot uv^{*}\quad (\|u\|=\|v\|=1,\alpha \geq 0)} の形に表わされることである。全く同様の議論で、ヒルベルト空間 H 上の作用素 T の階数が 1 であるための必要十分条件は、{\displaystyle Th=\alpha \langle h,v\rangle u\quad (\forall h\in H)} であることが分かる。ここで α, u, v に対する条件は有限次元の場合と同じである。
したがって、帰納的に、有限階数 n の作用素は次の形を持つ： {\displaystyle Th=\sum _{i=1}^{n}\alpha _{i}\langle h,v_{i}\rangle u_{i}\quad (\forall h\in H).}
ここで {ui}, {vi} は正規直交基底である。これは本質的に特異値分解の言い換えであることに注意されたい。この形を、有限階作用素の標準形（canonical form）という。
わずかに一般化し、可算無限個の n と 0 にのみ集積する正の数列 {αi} を考えるとき、T はコンパクト作用素となり、コンパクト作用素に対する標準形が得られる。
級数 ∑
i αi が収束するなら、T はトレースクラス作用素である。

### 代数的性質
ヒルベルト空間 H 上の有限階作用素 F(H) の族は、H 上の有界作用素の多元環 L(H) における両側 *-イデアルを形成する。実際、それはそのようなイデアルの間の極小元である。すなわち、L(H) 内の任意の両側 *-イデアル I は有限階作用素を含む必要がある。これを証明するのは難しくない。ゼロでない作用素 T ∈ I を取ると、ある f, g ≠ 0 に対して Tf = g が成り立つ。このとき任意の h, k ∈ H に対して、I に属する h から k への階数 1 の作用素 Sh,k の存在を示せば十分である。h から f への階数 1 の作用素 Sh,f を定義し、また同様に Sg,k を定義する。このとき {\displaystyle S_{h,k}=S_{g,k}TS_{h,f}} が成り立つが、これは Sh,k が I に属することを意味し、主張は示される。
L(H) 内の両側 *-イデアルの例として、トレースクラス、ヒルベルト＝シュミット作用素、コンパクト作用素などがある。F(H) はこれらの三つのイデアルのすべてにおいて、各ノルムについて稠密である。
L(H) 内の任意の両側イデアルは F(H) を必ず含むため。多元環 L(H) が単純であるための必要十分条件は、それが有限次元であることである。

## バナッハ空間上の有限階作用素
バナッハ空間の間の有限階作用素 {\displaystyle T\colon U\to V} は、値域が有限次元の有界作用素である。ヒルベルト空間の場合と同様に、それは次のように表すことが出来る：
{\displaystyle Th=\sum _{i=1}^{n}\alpha _{i}\langle h,v_{i}\rangle u_{i}\quad (\forall h\in U).}
ここで {\displaystyle u_{i}\in V} と {\displaystyle v_{i}\in U'} は空間 U 上の有界線型汎函数である。有界線型汎函数は、有限階作用素の特別な場合、すなわち階数 1 の場合である。